# Шешеу
Шешеу (порт. Xexéu) — муниципалитет в Бразилии, входит в штат Пернамбуку. Составная часть мезорегиона Мата-Пернамбукана. Входит в экономико-статистический микрорегион Мата-Меридиунал-Пернамбукана. Население составляет 14 231 человек на 2007 год. Занимает площадь 111 км². Плотность населения — 128,2 чел./км².
Праздник города — 1 октября.

## История
Город основан 1 октября 1991 года.

## Статистика
- Валовой внутренний продукт на 2005 год составляет 45 687 реалов (данные: Бразильский институт географии и статистики).
- Валовой внутренний продукт на душу населения на 2005 год составляет 3100 реалов (данные: Бразильский институт географии и статистики).
- Индекс развития человеческого потенциала на 2000 год составляет 0,561 (данные: Программа развития ООН).

## География
Климат местности: тропический. В соответствии с классификацией Кёппена, климат относится к категории As´.